# 刈和野
刈和野（かりわの）は、秋田県大仙市の大字。郵便番号019-2112。本項では同地域にかつて存在した仙北郡刈和野村（かりわのむら）、刈和野町（かりわのまち）についても記す。

## 地理
大仙市北西部に位置し、旧・西仙北町の中心部にあたる。西・北で協和峰吉川、西で北野目、東で土川、南で北楢岡と隣接する。南西で雄物川に接し、平行して国道13号と奥羽本線が通過し、奥羽本線には刈和野駅が所在する。北西を秋田県道10号本荘西仙北角館線が通過し、刈和野駅との間を秋田県道178号刈和野停車場線が結ぶ。

### 山岳
- 大平山

### 河川
- 雄物川

### 小字
字愛宕下、字愛宕町、字屋敷尻川端、字加賀戸、字寄騎館、字笹原田、字山北ノ沢、字小野、字沼田、字上ノ台、字上ノ台荒屋敷、字水尺川向大道東、字清光院後、字中道、字浮島

## 世帯数と人口
2015年（平成27年）10月1日現在の世帯数と人口は以下の通りである。
| 丁目                   | 世帯数    | 人口    |
| ---------------------- | --------- | ------- |
| 刈和野                 | 468世帯   | 1,248人 |
| 刈和野字愛宕下         | 111世帯   | 310人   |
| 刈和野字愛宕町         | 96世帯    | 287人   |
| 刈和野字加賀戸         | 28世帯    | 105人   |
| 刈和野字山北ノ沢       | 65世帯    | 177人   |
| 刈和野字小野           | 92世帯    | 249人   |
| 刈和野字沼田           | 82世帯    | 250人   |
| 刈和野字上ノ台         | 131世帯   | 349人   |
| 刈和野字上ノ台荒屋敷   | 114世帯   | 326人   |
| 刈和野字水尺川向大道東 | 37世帯    | 100人   |
| 刈和野字清光院後       | 28世帯    | 58人    |
| 刈和野字中道           | 26世帯    | 76人    |
| 刈和野字浮島           | 29世帯    | 87人    |
| 計                     | 1,307世帯 | 3,622人 |

## 歴史

### 沿革
- 1889年（明治22年）4月1日 - 町村制の施行により、刈和野村、峯吉川村の区域をもって新刈和野村が発足。
- 1900年（明治33年）8月13日 - 新刈和野村の一部（刈和野）が分割されて刈和野村が起立。
- 1901年（明治34年）7月23日 - 刈和野村が町制施行して刈和野町となる。
- 1955年（昭和30年）3月1日 - 刈和野町が土川村・大沢郷村・強首村と合併して西仙北町が発足。同日刈和野町廃止。
- 2005年（平成17年）3月22日 - 西仙北町が大曲市・神岡町・中仙町・協和町・南外村・仙北町・太田町と合併して大仙市が発足。

## 交通

### 鉄道路線
東日本旅客鉄道
- 奥羽本線
  - 刈和野駅

### バス
羽後交通
- 土川線・心像線
  - 大曲バスターミナル - 神宮寺駅前角 - 刈和野駅前 - 土川学校前 - 杉沢 / 鬼頭
- 杉山田線
  - 大曲バスターミナル - 神宮寺駅前角 - 刈和野駅前 - 杉山田
- 峰吉川線
  - 境営業所 - 協和小学校前 - 峰吉川 - 刈和野下町 - 湯の沢下

### 道路
- 国道13号（刈和野バイパス）
- 秋田県道10号本荘西仙北角館線
- 秋田県道178号刈和野停車場線
- 秋田県道252号水沢西仙北線

## 施設
- 大仙市役所西仙北支所
- 刈和野郵便局
- 大仙市立内西仙北中学校
- 大仙市立内西仙北小学校
- 刈和野保育園
- 西仙北ひまわり幼稚園
- JA秋田おばこ西仙北支所
- 大仙市立西仙北図書館
- 大仙市営西仙北墓地公園
- 秋田県立西仙北高等学校

## 著名出身者
- 田村彰啓 (プロ野球選手)
- 宮越郷平 (作家)
- 柳葉敏郎 (俳優)